# Жидувко
Жидувко (пол. Żydówko) — село в Польщі, у гміні Лубово Гнезненського повіту Великопольського воєводства.
Населення — 162 особи (2011).
У 1975-1998 роках село належало до Познанського воєводства.

## Демографія
Демографічна структура станом на 31 березня 2011 року:
|          | Загалом | Допрацездатний вік | Працездатний вік | Постпрацездатний вік |
| -------- | ------- | ------------------ | ---------------- | -------------------- |
| Чоловіки | 78      | 24                 | 47               | 7                    |
| Жінки    | 84      | 25                 | 44               | 15                   |
| Разом    | 162     | 49                 | 91               | 22                   |